# Bitto

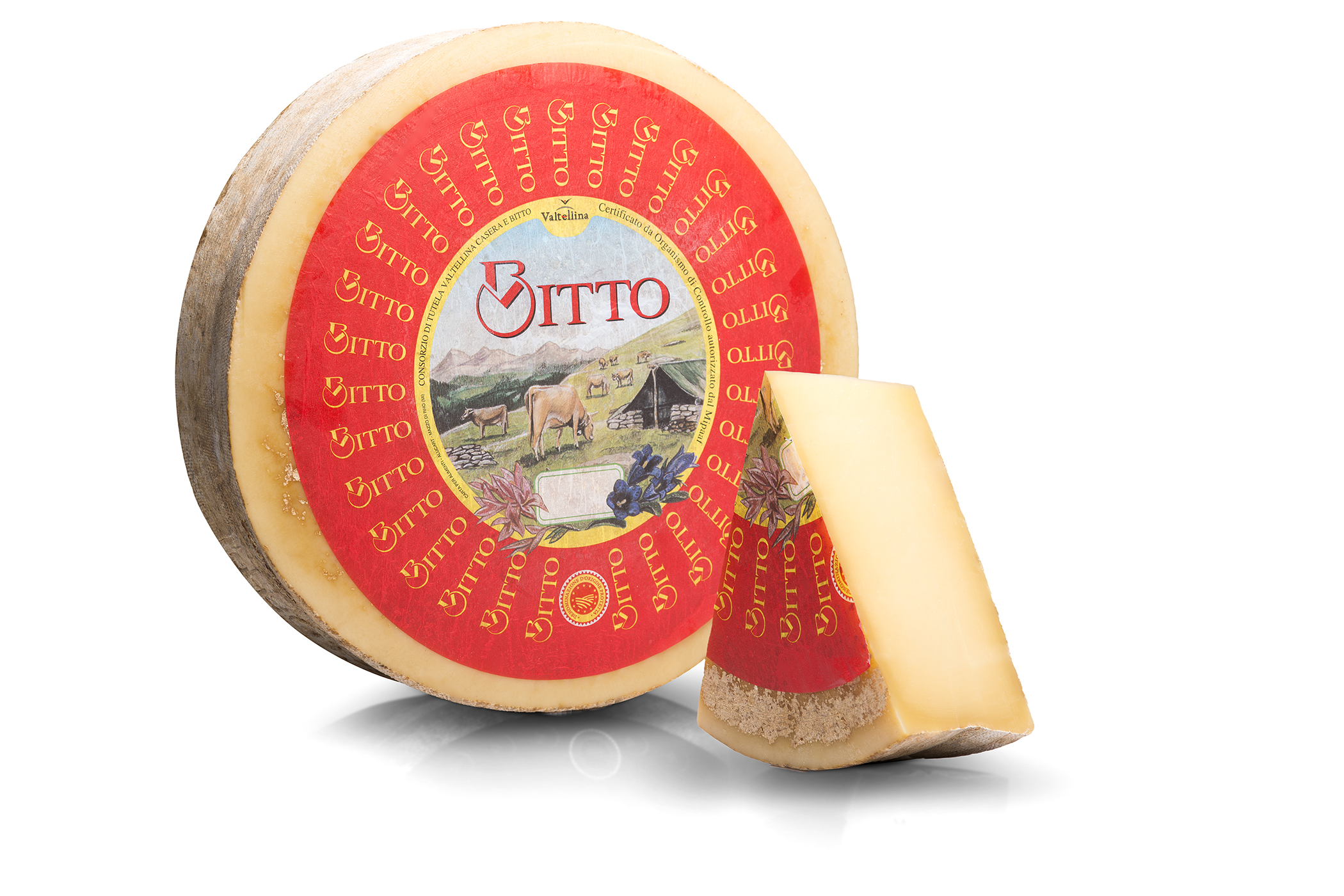
Bitto.

Bitto o Bitto della Valtellina es un queso italiano con denominación de origen protegida por el Reglamento CE n.º 1.263/96. Se produce en la provincia de Sondrio y zonas de Alta Val Brembana en la provincia de Bérgamo (Averara, Carona, Cusio, Foppolo, Mezzoldo, Piazzatorre, Santa Brígida y Valleve). 

## Historia
Originalmente era un queso friulano, aunque actualmente se hace en Lombardía. Este queso se hace con leche de vaca entera recién ordeñada pero también puede mezclarse con leche de cabra, en no más del 10%. La ganadería y el queso son ocupaciones tradicionales de la zona de la Valtellina. La palabra bitto parece que viene del celta que designaba un tipo de queso alpino, aunque también se ha señalado que puede venir del valle del río del mismo nombre. Los animales se alimentan de pastos naturales de la zona de producción.

## Elaboración
Se siguen métodos tradicionales, elaborándose entre junio y septiembre. Se cuece la cuajada a una temperatura entre los 48° y los 52 °C. La maduración debe realizarse un mínimo de 70 días. El queso madura en unas salas especiales llamadas casere d’alpe, y luego en plantas de producción sitas en el valle. La producción es pequeña, lo que hace que este queso sea difícil de encontrar y resulte caro.

## Características
Es de forma cilíndrica, cóncava, con caras planas y corteza afilada. El exterior tiene color amarillo paja, que tiende a intensificarse con la maduración. Queso prensado, con textura firme y pequeños ojos por los que supura suero. Aroma dulce y botánico. Su sabor es ácido, recordando al parmesano, el fontina y el montasio. Conforme madura, la pasta endurece y desarrolla un sabor picante y aromático. 
Cuando está fresco es queso de mesa. Tradicionalmente se toma con nueces. Puede fundirse, lo que permite su uso en platos típicos de la zona como polenta taragna, sciatt o risotto. Si se le deja madurar durante años se puede usar rallado. Marida bien con vino tinto intenso o bien frutal con cepa pinot.

## Denominación de origen
Desde 1996, el Bitto es una denominación de origen protegida (PDO) ante la Unión Europea. A nivel internacional, cuenta con registro como denominación de origen, conforme al Sistema de Lisboa, ante la Organización Mundial de la Propiedad Intelectual, desde el 17 de marzo de 2016.